# Den kärlek du till världen bar
Den kärlek du till världen bar är en passionspsalm av George Robson från ca 1900, översatt till svenska av Siri Dahlquist 1924 och bearbetad 1936. Texten bygger på Första Johannesbrevet 4:9-10 och Första Korintierbrevet 1:18. Fjärde versen bygger på Johannesevangeliet 12:32. Psalmen betonar den kärleks smärta som fyller Jesu hjärta även efter hans död och uppståndelse. Och psalmens inledningsrad upprepas i tredje strofen i presens (nutid).
Melodin (B-moll, 4/4) är av William Tans'ur från cirka 1734 och samma som till Fram skrider året i sin gång) (1921 nummer 645, O tänk, när en gång samlad står (1921 nummer 672), Räds ej bekänna Kristi namn (1921 nummer 604).
Texten är upphovsskyddad till 2036.

## Koralbearbetningar

### Orgel
- Den kärlek du till världen bar ur Tre passionskoraler av Henry Lindroth.[2]

- Den kärlek du till världen bar ur Fastekoraler av Bengt-Göran Sköld.[3]

## Publicerad som
- 1937 års psalmbok som nummer 74 under rubriken "Passionstiden".
- Herren Lever 1977 som nummer 861 under rubriken "Kyrkans år - Passionstiden".[1]
- Den svenska psalmboken 1986, 1986 års Cecilia-psalmbok, Psalmer och Sånger 1987, Segertoner 1988 och Frälsningsarméns sångbok 1990 som nummer 137 under rubriken "Fastan".